# Deutscher Fernsehpreis 2001
Die dritte Verleihung des Deutschen Fernsehpreises fand am 6. Oktober 2001 im Kölner Coloneum statt. Moderiert wurde die Verleihung von Anke Engelke und Hape Kerkeling. Übertragen wurde die Aufzeichnung von Sat.1.

## Preisträger
| Preis                                                    | Preisträger / Film / Serie | Nominierungen |
| Bester Fernsehfilm/Mehrteiler                            | Der Tunnel (SAT.1) | Jenseits (ZDF/ARTE) Die Polizistin (ARD/WDR) |
| Beste Serie/Beste Schauspieler Serie                     | Oliver Stokowski für Der Ermittler (ZDF/SF DRS) | Hans-Werner Meyer und Astrid M. Fünderich für Die Cleveren (RTL) Martin Lindow für Der Fahnder (ARD/WWF)                                                                 |
| Beste Dokumentation                                      | Klein, schnell und außer Kontrolle (3sat/HR) | München – Geheimnisse einer Stadt (BR) Unschuldig – Schuldig? – Die Geschichte des Peter Pompetzki (ARD/HR)                                                              |
| Beste Reportage                                          | Die Entscheider – Anhörungen im Asylverfahren (ARD/WDR/3sat)                                                                                          | Flucht über den Himalaya – Tibets Kinder auf dem Weg ins Exil (ZDF) Wehe Du wirst alt – Vom Betreuer betrogen (NDR)                                                      |
| Beste Informationssendung/Beste Moderation Information:  | Michel Friedman für Friedman (ARD/HR) | Astrid Frohloff für 18:30 (SAT.1) Sabine Christiansen für Sabine Christiansen (ARD/NDR)                                                                                  |
| Beste Unterhaltungssendung/Beste Moderation Unterhaltung | Harald Schmidt für Die Harald Schmidt Show (SAT.1) | Johannes B. Kerner für Die Johannes B. Kerner Show (ZDF) Popstars (RTL2)                                                                                                 |
| Beste Comedy                                             | Kaya Yanar für Was guckst du?! (SAT.1) | Michael Herbig für bullyparade (ProSieben) Hape Kerkeling für Darüber lacht die Welt (Sat.1)                                                                             |
| Beste Sportsendung                                       | Oliver Welke für ran (SAT.1) | Dirk Thiele und Sigi Heinrich für Leichtathletik WM (Eurosport) Hagen Boßdorf für Tour de France 2001 (ARD/SR)                                                           |
| Beste Regie Fernsehfilm/Mehrteiler                       | Andreas Dresen für Die Polizistin (ARD/WDR) | Max Färberböck für Jenseits (ZDF/ARTE) Sherry Hormann für Bella Block: Schuld und Liebe (ZDF)                                                                            |
| Bestes Buch Fernsehfilm/Mehrteiler                       | Ruth Toma für Romeo (ZDF) | Holger Karsten Schmidt für Todesstrafe – Ein Deutscher hinter Gittern (RTL), Der Briefbomber (ZDF/ORF/ARTE) Peter Steinbach und Christoph Busch für Jahrestage (ARD/WDR) |
| Bester Schauspieler Hauptrolle Fernsehfilm/Mehrteiler    | Matthias Habich für Jahrestage (ARD/WDR) | Ulrich Noethen für Vera Brühne (SAT.1) Jürgen Tarrach für Wambo (SAT.1)                                                                                                  |
| Bester Schauspielerin Hauptrolle Fernsehfilm/Mehrteiler  | Corinna Harfouch für Vera Brühne (SAT.1) | Cornelia Schmaus und Katja Studt für Mörderinnen (ZDF/ARTE) Gabriela Maria Schmeide für Die Polizistin (ARD/WDR)                                                         |
| Bester Schauspieler Nebenrolle                           | Uwe Ochsenknecht für Vera Brühne (SAT.1) | Karl Fischer für Der Briefbomber (ZDF/ORF/ARTE) Sebastian Koch für Der Tunnel (Sat.1)                                                                                    |
| Beste Schauspielerin Nebenrolle                          | Anna Thalbach für Tatort: Kindstod (ARD/WDR) | Cosma Shiva Hagen für Abschnitt 40 (RTL), Bella Block: Schuld und Liebe (ZDF) Imogen Kogge für Sperling und das Krokodil im Müll (ZDF)                                   |
| Beste Kamera                                             | Carl-Friedrich Koschnick für Jenseits (ZDF/ARTE) | Holly Fink für Albtraum einer Ehe (RTL), Jenny Berlin – Ende der Angst (ZDF) Michael Hammon für Die Polizistin (ARD/WDR)                                                 |
| Bester Schnitt                                           | Trevor Holland für Abschnitt 40 (RTL) | Mona Bräuer für Verliebte Jungs (ProSieben), Rote Glut (ZDF/ARTE) Barbara Hennings für Albtraum einer Ehe (RTL)                                                          |
| Beste Musik                                              | Paul Vincent Gunia, Tito Larriva, Sema Mutlu, Derya Mutlu für Der Schrei des Schmetterlings (ZDF/ARTE)                                                | Renaud Garcia-Fons für Sperling und das letzte Tabu (ARTE/ZDF) Jörg Lemberg für Tatort: Kindstod (ARD/WDR)                                                               |
| Beste Ausstattung (Szenenbild und/oder Kostüm)           | Harald Turzer (Szenenbild) für Die Nacht der Engel (RTL), Der Runner (ProSieben)                                                                      | Annette Ganders (Szenenbild) für Schwindelnde Höhen (ARD/SWR/ARTE) Bernd Lepel (Szenenbild) und Birgit Missal (Kostümbild) für Vera Brühne (SAT.1)                       |
| Förderpreis                                              | Miriam Stein (Schauspielerin) für Das Mädchen aus der Fremde (ARD/NDR/RTSI) Britta Wauer (Autorin) für Heldentod – der Tunnel und die Lüge (ZDF/ARTE) | |
| Ehrenpreis der Stifter                                   | Peter Scholl-Latour | |